# Naturschutzgebiet Wickeder Ostholz
Das Naturschutzgebiet Wickeder Ostholz ist ein Naturschutzgebiet im Dortmunder Stadtbezirk Brackel, im Nordosten von Wickede an der Ortsgrenze zu Unna-Massen und Kamen-Methler. Es umfasst 45,5 Hektar. Teile des heutigen Naturschutzgebiets wurden zuerst am 19. Januar 1996 als geschützter Landschaftsbestandteil Alte Märsch im Landschaftsplan Dortmund-Mitte ausgewiesen. Mit der ersten Änderung zum Landschaftsplan Dortmund-Mitte am 2. September 2005 wurde das Naturschutzgebiet festgesetzt.

## Beschreibung
Das Naturschutzgebiet umfasst große Teile des Wickeder Ostholzes, ein Laubwald mit Eichen, Hainbuchen, Buchen, Rotbuchen, Pappeln, Eschen und Bergahorn, unterwachsen mit Wald-Flattergras sowie das Grünland Alte Märsch bestehend aus Wiesen und Hecken. Umgeben ist das Naturschutzgebiet von intensiv genutzten landwirtschaftlichen Flächen. Dieser strukturreiche Lebensraum ist besonders für Vögel als Brutgebiet bedeutend.
Dazu kommt, dass sich seit 2007 in unmittelbarer Nähe ein neues Bergsenkungsgewässer, der Pleckenbrinksee, gebildet hat. Dieser umfasst mittlerweile über 5,6 Hektar und ist an seiner tiefsten Stelle 1,5 Meter tief. Über 100 Vogelarten konnten im Naturschutzgebiet nachgewiesen werden, darunter Goldammer, Dorngrasmücke, Habicht, Steinkauz, Hohltaube und Grünspecht und auch der neue See bietet Lebensraum für Vögel wie Blässralle, Nilgans, Kanadagans, Kiebitz, Haubentaucher, Reiherente, Tafelente, Kormoran, Krickente, Stockente und Graureiher. In den verschiedenen, im Ostholz verstreut liegenden Tümpeln, leben Kamm-, Teichmolch, Erdkröte und Grasfrosch.

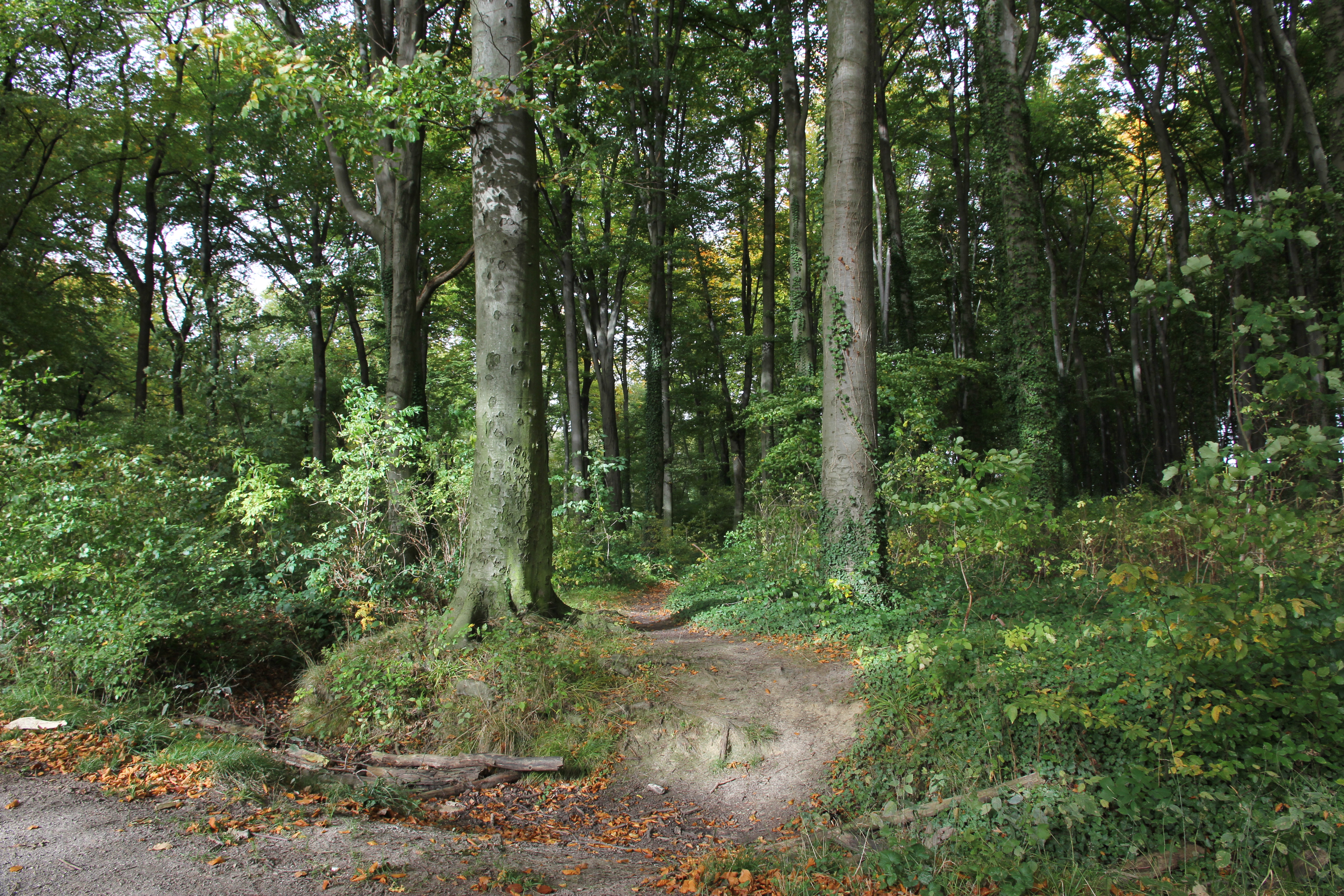
Pfad durchs Wickeder Ostholz
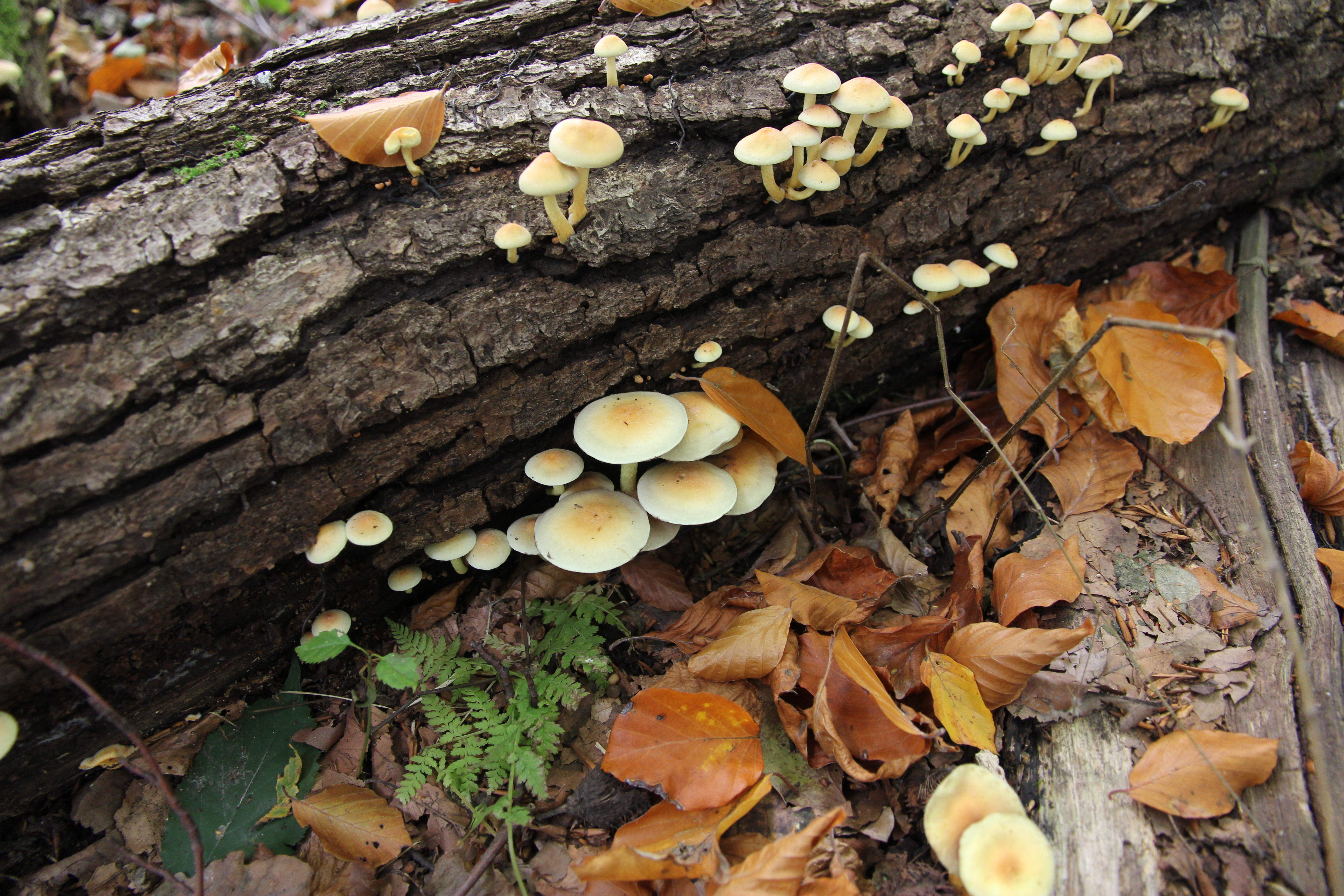
Pilze an einem abgestorbenen Baumstamm im Ostholz
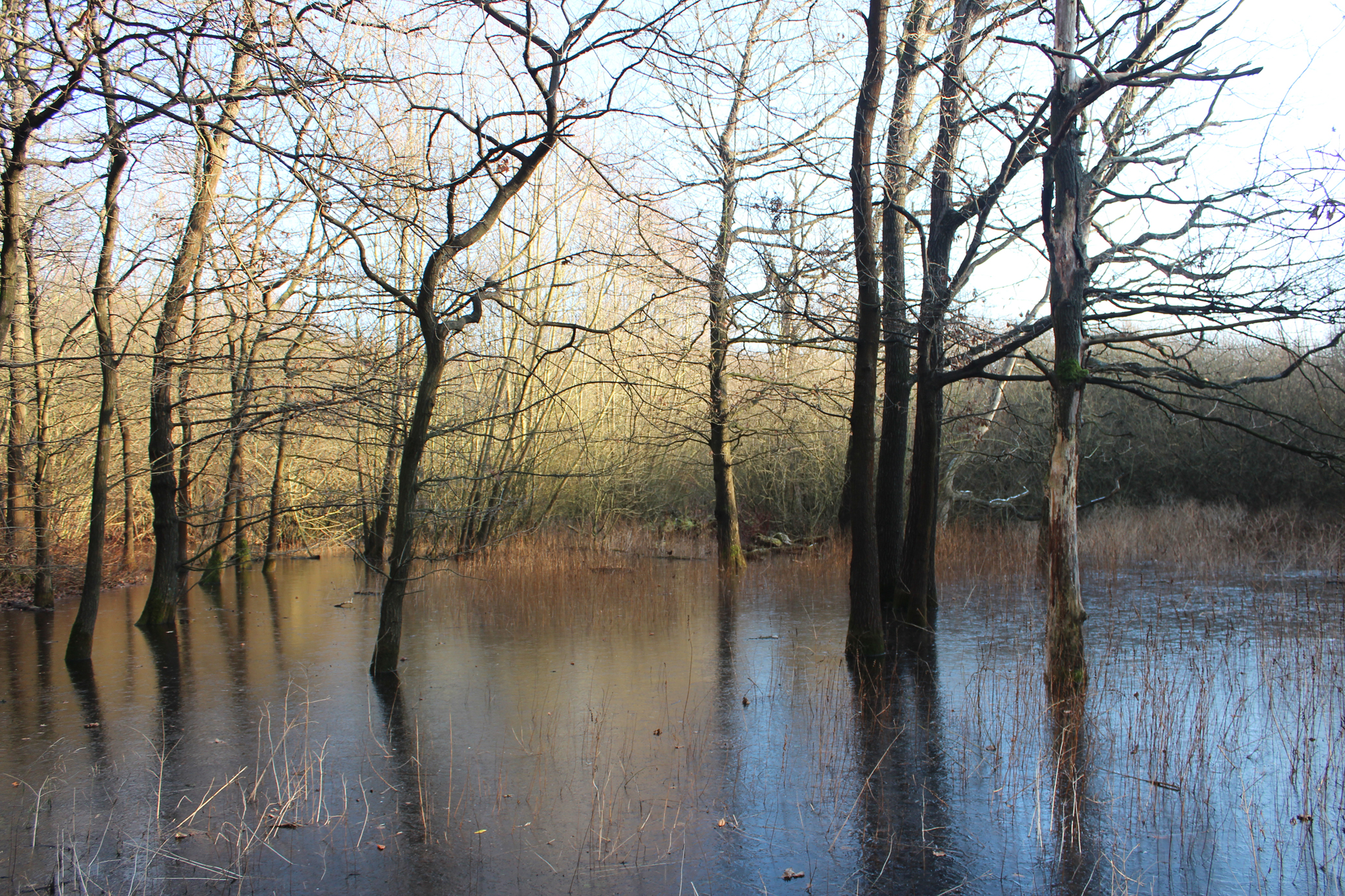
Tümpel im Ostholz, Laichgewässer für Amphibien

## Schutzziele
Wichtigstes Schutzziel ist der Erhalt eines strukturreichen Waldkomplexes umgeben von heckenreichen Kulturlandschaften.